# Dietrich Meyer
Dietrich Meyer (23. září 1937, Mokre) je německý evangelický církevní historik, teolog a archivář.

## Život
V letech 1967–1971 vyučoval na Near East School of Theology v Bejrútu; v letech 1973–2000 pracoval v Archivu Evangelické církve v Porýní se sídlem v Düsseldorfu.
Ve své odborné činnosti se zaměřuje zejména na dějiny pietismu, obnovené Jednoty bratrské a osobnost hraběte Zinzendorfa.

## Dílo
Česky vyšly jeho odborné články Z Ochranova do Nového světa. Jablonský jako průvodce Zinzendorfa a moravských exulantů. (In: Daniel Arnošt Jablonský, život a dílo vnuka J. A. Komenského. Praha, 2011, s. 87-102) a Simeon Theophilus Turnovius (1544-1608) – první bratrský teolog unie.(In: Exulant Jan Amos Komenský. Praha, 2009, s. 39-62). 